# Tolpity
Tolpity [tɔlˈpitɨ] (en alemán: Talpitten) es un asentamiento en el distrito administrativo de Gmina Pasłęk, dentro del Distrito de Elbląg, Voivodato de Varmia y Masuria, en el norte de Polonia. Se encuentra aproximadamente 6 kilómetros al sur de Pasłęk, 20 kilómetros al sudeste de Elbląg, y 61 kilómetros al noroeste de la capital regional, Olsztyn.
Hasta 1945 el área era parte de Alemania (Prusia Oriental).